# بيتر ديفيز (لاعب كريكت بريطاني)
بيتر ديفيز (1 سبتمبر 1976 في المملكة المتحدة - ) (بالإنجليزية: Peter Davies)‏ هو لاعب كريكت بريطاني. لعب مع Derbyshire Cricket Board ‏.